# El Serrat Alt (la Baronia de Rialb)
El Serrat Alt és una muntanya de 622 metres que es troba al municipi de la Baronia de Rialb, a la comarca catalana de la Noguera.